# Bochum
Bochum (em alemão: AFI: [ˈboːxʊm], ouvirⓘ) é uma cidade independente alemã do estado de Renânia do Norte-Vestfália. Localiza-se na região do Vale do Ruhr, entre as cidades de Essen e Dortmund, fazendo parte da Megalópole renana. Sua população em 2006 era de cerca de 376 320 habitantes.

## História
A cidade foi fundada no século XIV, mas teve importância insignificante até o século XIX, quando a mineração de carvão e a indústria do aço emergiram na área do Ruhr, levando ao crescimento econômico de toda a região. Com esse desenvolvimento, a população de Bochum cresceu dez vezes entre 1850 e 1890.
Durante a II Guerra Mundial, a cidade foi pesadamente bombardeada pelos Aliados e sua área central foi quase completamente destruída, causando a morte de milhares de habitantes. Após a guerra, a partir dos anos 60, as minas de carvão foram sendo fechadas, sendo substituídas pela indústria automobilística, o que manteve os empregos e a estabilidade econômica da região.

## Cultura

### Museus
- Museu Alemão da Mineração (Deutsches Bergbau-Museum Bochum)

### Esporte
Bochum é a cidade do clube de futebol VfL Bochum (estádio RewirpowerSTADION, antigo Ruhrstadion). Bochum é uma das sedes da Copa do Mundo de Futebol Feminino de 2011.

## Cidadãos notórios
- Hans Fritzsche (1900 — 1953), jornalista e oficial do Ministério da Propaganda nazista
- Gershon Kingsley (1922 — 2019), compositor
- Otto Schily (1932 —), político
- Leon Goretzka (1995 —), jogador de futebol
- Friedrich Bergius (1927), prémio Nobel da Química de 1967